# Secure Shell
SSH (o Secure SHell) es el nombre de un protocolo y del programa que lo implementa cuya principal función es el acceso remoto a un servidor por medio de un canal seguro en el que toda la información está cifrada. Además de la conexión a otros dispositivos, SSH permite copiar datos de forma segura (tanto archivos sueltos como simular sesiones FTP cifradas), gestionar claves RSA para no escribir contraseñas al conectar a los dispositivos y pasar los datos de cualquier otra aplicación por un canal seguro tunelizado mediante SSH y también puede redirigir el tráfico del (Sistema de Ventanas X) para poder ejecutar programas gráficos remotamente. El puerto TCP asignado es el 22.

## Seguridad
SSH trabaja de forma similar a como se hace con telnet. La diferencia principal es que SSH usa técnicas de cifrado que hacen que la información que viaja por el medio de comunicación vaya de manera no legible, evitando que terceras personas puedan descubrir el usuario y contraseña de la conexión ni lo que se escribe durante toda la sesión; aunque es posible atacar este tipo de sistemas por medio de ataques de REPLAY y manipular así la información entre destinos.

## Historia
Al principio solo existían los r-commands, que eran los basados en el programa rlogin, el cual funciona de una forma similar a telnet.
La primera versión del protocolo y el programa eran libres y los creó un finlandés llamado Tatu Ylönen, pero su licencia fue cambiando y terminó apareciendo la compañía SSH Communications Security, que lo ofrecía gratuitamente para uso doméstico y académico, pero exigía el pago a otras empresas. En el año 1997 (dos años después de que se creara la primera versión) se propuso como borrador en la IETF.
A principios de 1999 se empezó a escribir una versión que se convertiría en la implementación libre por excelencia, la de OpenBSD, llamada OpenSSH.

## Versiones
Existen 2 versiones de SSH, la versión 1 de SSH hace uso de muchos algoritmos de cifrado patentados (sin embargo, algunas de estas patentes han expirado) y es vulnerable a un agujero de seguridad que potencialmente permite a un intruso insertar datos en la corriente de comunicación. La suite OpenSSH bajo Red Hat Enterprise Linux utiliza por defecto la versión 2 de SSH, la cual tiene un algoritmo de intercambio de claves mejorado que no es vulnerable al agujero de seguridad en la versión 1. Sin embargo, la suite OpenSSH también soporta las conexiones de la versión 1.